# Rubioideae
Rubioideae — підродина родини маренові царства Рослини. Деякі представники підродини (марена рожева) є рідкісними і ростуть у природоохоронних територіях (наприклад, у заказнику Болото в Івано-Франківській області.